# Dolores Vallecita
Dolores Vallecita (Natchez, 10 de mayo de 1877-Bay City, 13 de enero de 1925), también conocida como Dolly Vallecita Hill, fue una artista de vodevil y entrenadora de animales de circo estadounidense.

## Trayectoria
Nació en Natchez, Estados Unidos, aunque algunas fuentes aseguran que lo hizo en España. Vallecita trabajó como entrenadora de animales para Frank Bostock, y empezó a adiestrar a animales salvajes a partir de 1900, cuando mientras criaba ponis de las Shetland con fines comerciales, entró en contacto con gente del circo.
Hizo su debut en el Austin & Stone's Museum de Boston, en 1905, con un par de pumas, un leopardo y un león. Más tarde se mudó a Denver y compró cinco leopardos. Tuvo varias apariciones exitosas en el Luna Park de Coney Island. Entrenó a su grupo de seis leopardos indios para realizar diferentes trucos, incluidos la interacción con globos giratorios, balancines, ruedas eléctricas, formar una pirámide y posar para fotografías. Durante 1907 y 1908, realizó giras por todo el mundo y actuó en varias ciudades, incluidas Londres, Berlín y La Habana.
Se casó con Arthur I. Hill, un comerciante de animales salvajes de Nueva York.  Tras quince años de carrera artística, murió en el Mercy Hospital de Bay City, Míchigan, el 13 de enero de 1925, a causa de un accidente que ocurrió cuando uno de sus leopardos "le mordió la garganta". Está enterrada en el Elm Lawn Cemetery, y no fue hasta 2010 que su tumba fue identificada con una lápida, gracias a la petición de historiadores locales.